# Summer of 84
Pour plus de détails, voir Fiche technique et Distribution.
Summer of 84 ou L'Été de 84 au Québec est un film d'horreur canado-américain réalisé par François Simard, Anouk Whissell et Yoann-Karl Whissell, sorti en 2018.

## Synopsis
En 1984, Davey Armstrong, un adolescent de quinze ans, soupçonne son voisin policier d'être le tueur en série dont tous les médias parlent. Le jeune homme accompagné de ses trois meilleurs amis s’embarqueront dans une enquête qui les mettra tous en danger.

## Fiche technique
- Titre original : Summer of 84
- Titre québécois : L'Été de 84[1]
- Réalisation : François Simard, Anouk Whissell et Yoann-Karl Whissell
- Scénario : Matt Leslie et Stephen J. Smith
- Direction artistique : Justin Ludwig
- Décors : Catriona Robinson
- Costumes : Florence Barrett
- Photographie : Jean-Philippe Bernier
- Montage : Austin Andrews
- Musique : Le Matos
- Production : Shawn Williamson, Jameson Parker, Matt Leslie, Van Toffler et Cody Zwieg
- Sociétés de production : Brightlight Pictures et Gunpowder & Sky
- Sociétés de distribution : Gunpowder & Sky ; Métropole Films (Québec)
- Pays d'origine :  Canada /  États-Unis
- Langue originale : anglais
- Genre : horreur
- Durée : 105 minutes
- Dates de sortie :
  - États-Unis : 22 janvier 2018 (Festival du film de Sundance) ; 10 août 2018 (sortie nationale)
  - Québec : 3 août 2018[1]
  - France : 13 décembre 2018 (en vidéo)

## Distribution
- Graham Verchere : Davey Armstrong
- Judah Lewis : Tommy « Eats » Eaton
- Caleb Emery : Dale « Woody » Woodworth
- Cory Gruter-Andrew : Curtis Farraday
- Tiera Skovbye : Nikki Kaszuba
- Rich Sommer : Wayne Mackey
- Jason Gray-Stanford : Randall Armstrong
- Shauna Johannesen : Sheila Armstrong
- J. Alex Brinson : Officer Cole
- Harrison Houde : Bobby
- Mark Brandon : News Anchor
- Susie Castillo : Brenda Woodworth
- William MacDonald : Sheriff Caldwell

## Production

### Tournage
Le tournage eu lieu à Vancouver en juillet 2017.